# Gmina Podedwórze
Die Gmina Podedwórze ist eine Landgemeinde im Powiat Parczewski der Woiwodschaft Lublin in Polen. Ihr Sitz ist das gleichnamige Dorf mit etwa 500 Einwohnern.

## Gliederung
Zur Landgemeinde Podedwórze gehören folgende Ortschaften mit einem Schulzenamt:
Antopol
Bojary
Grabówka
Hołowno
Kaniuki
Mosty
Niecielin
Nowe Mosty
Opole
Piechy
Podedwórze
Rusiły
Zaliszcze